# Antoine Marie Bard
Pour les articles homonymes, voir Bard.
Antoine Marie Bard, né le 21 janvier 1759 à Montmort (Saône-et-Loire), mort le 9 novembre 1837 à Toulon-sur-Arroux (Saône-et-Loire), est un général de brigade de la Révolution française.

## Biographie
Il sert dans la gendarmerie sous l'Ancien Régime de 1778 à 1781.
En 1789 pendant la Révolution française, il entre dans la garde nationale. Il est élu major, commandant de la garde nationale de Toulon-sur-Arroux le 24 juillet 1791. Il s'enrôle ensuite dans les bataillons de volontaires et devient lieutenant au 43e régiment d'infanterie de ligne et prend part à la Bataille de Jemappes.
Le 27 mai 1793, il est nommé à la tête du 10e bataillon d'Orléans. Il est promu général de brigade le 29 septembre 1793. Commandant de la division de Luçon, il prend part, en Vendée, aux colonnes infernales et commande un temps les garnisons de Luçon et Chantonnay. Il prend sa retraite en 1795, officiellement pour blessure.

## Sources
- Louis-Marie Clénet, Les colonnes infernales, Perrin, collection Vérités et Légendes, 1993, p. 232.
- Archives départementales de Saône-et-Loire